# Маргарита I Артоа-Бургундска
Маргарита Френска, графиня на Артоа и Бургундия (на френски: Marguerite de France, comtesse d'Artois et de Bourgogne; * 1309, † 9 май 1382, Париж, Кралство Франция) е втората дъщеря на краля на Франция Филип V и пфалцграфиня Жана II Бургундска.

## Биография
Съгласно договора от Париж от 5 май 1320 г, Маргарита е омъжена 21 юли 1320 г. за Луи I Невер, впоследствие и граф на Фландрия. Двамата имат един син:
- Лудвиг II /или Лудвиг от Мале/ (1330 – 1384), женен 1347 г. за Маргарета Брабантска (1323 – 1368)

През 1346 година съпругът ѝ Луи I загива по време на битката при Креси.
През 1361 г. става пфалцграфиня на Бургундия (Франш-Конте), господарка на Салинс, графиня на Артоа и пер на Франция, защото наследява от своя бездетен племенник, Филип Руврски.
След нейната смърт владенията преминават към нейния син, Луи II Фландърски (Луи Малски).